# Liverpool South Shore Regional Airport
Liverpool South Shore Regional Airport (engelska: South Shore Regional Airport, Liverpool/South Shore Regional Airport) är en flygplats i Kanada.   Den ligger i provinsen Nova Scotia, i den sydöstra delen av landet, 900 km öster om huvudstaden Ottawa. Liverpool South Shore Regional Airport ligger 95 meter över havet.
Terrängen runt Liverpool South Shore Regional Airport är platt. Runt Liverpool South Shore Regional Airport är det mycket glesbefolkat, med 3 invånare per kvadratkilometer.. 
I omgivningarna runt Liverpool South Shore Regional Airport växer i huvudsak blandskog.